# البهنسا الغربية
قرية البهنسا الغربية هي إحدى القرى التابعة لمركز بني مزار بمحافظة المنيا في جمهورية مصر العربية. حسب إحصاءات سنة 2006، بلغ إجمالي السكان في البهنسا الغربية 15948 نسمة، منهم 8065 رجلا و7883 امرأة.